# Wladimir Petrowitsch Minejew
Wladimir Petrowitsch Minejew (russisch Владимир Петрович Минеев, englische Transkription Vladimir Mineev; * 9. Oktober 1945 in Moskau) ist ein russischer theoretischer Festkörperphysiker.
Minejew studierte am Moskauer Institut für Physik und Technologie und wurde 1974 am Landau-Institut für Theoretische Physik in Moskau promoviert und 1983 habilitiert (russischer Doktortitel). Er ist leitender Wissenschaftler am Landau-Institut, dessen festes Mitglied er seit 1972 ist. 1992 bis 1999 war er dessen Vizedirektor (und war in dieser Zeit verantwortlich für die Zusammenarbeit mit dem französischen CNRS und der École normale supérieure) und 1999 bis 2006 Leiter der Theoriegruppe. Außerdem lehrte er am Moskauer Institut für Physik und Technologie, wo er 1991 bis 1999 den Lehrstuhl für Theoretische Physik leitete. 1993 und 1994 organisierte er Landau-Sommerschulen des Landau-Instituts.
Er war Gastwissenschaftler in den USA (1977 Aspen Center for Physics, Cornell University, Bell Laboratories, 1989 Aspen Center, 1998/99 National High Magnetic Field Laboratory in Tallahassee), in Frankreich (IHES 1978/79, Institut Laue Langevin 1993 und Labor Louis Néel in Grenoble 1991, Gastprofessor an der Universität Grenoble 1995/96), Kyōto (Gastprofessur Yukawa Institut 1999), der Universität Cambridge (2003), am Weizmann-Institut (2004), in Finnland (Tieftemperaturlabor Otaniemi) und in Göteborg (Technische Hochschule Chalmers 1981).
Seit 1999 ist er außerdem Wissenschaftler am SPSMS (Service de Physique Statistique, Magnétisme et Supraconductivité) der französischen CEA in Grenoble. 1992 erhielt er den Landau-Preis für die topologische Klassifizierung stabiler Defekte in geordneten Medien. Für 2014 wurde ihm der Lars-Onsager-Preis zugesprochen. Er befasst sich daneben mit unterschiedlichen Problemen der Festkörperphysik, besonders Theorie der Supraleitung und dessen Wechselwirkung mit Magnetismus. Er ist seit 1976 verheiratet und hat einen Sohn und zwei Töchter.

## Schriften
- mit Kirill V. Samokhin Introduction to unconventional superconductivity, Gordon and Breach 1999
- Topologically stable defects and solitons in ordered media, Harwood, Amsterdam 1998
- Herausgeber mit Issaak Chalatnikow 30 years of the Landau Institute: Selected Papers, World Scientific 1996
- Herausgeber The first Landau Institute Summer School 1993: Selected Proceedings, Gordon and Breach 1995